# Drapeau de la république de Venise
Le drapeau de la république de Venise, communément appelé la bannière de saint Marc ou l'étendard de saint Marc (en italien : stendardo di San Marco), était le symbole de la république de Venise, de sa création jusqu'à sa chute, en 1797.
Sa charge principale était le lion de saint Marc, symbolisant Marc l'Évangéliste, le saint patron de Venise. Un trait distinctif du drapeau est ses six franges, qui ont été ajoutées pour représenter les six sestieri originaux de Venise. Les franges servent également à éviter d'endommager la partie centrale du drapeau par le vent.
En temps de paix, le lion de saint Marc était représenté à côté de la bible ouverte. Cependant, lorsque Venise était en guerre, la Bible était fermée par le lion qui tenait de sa patte droite une épée.
Le drapeau a inspiré le drapeau moderne de la région de Vénétie, en Italie.

## Histoire
On ne sait pas quand la république de Venise a officiellement adopté le drapeau. Un chroniqueur, Jean le Diacre , a décrit comment en 998 le doge de Venise Pietro II Orseolo s'est vu remettre un vexillum triomphale (bannière triomphale) avant de mener une expédition navale contre les Narentins, des pirates qui mouillaient au large de la côte orientale de l'Adriatique,. Cependant, cette chronique ne mentionne pas l'utilisation du lion de saint Marc et les couleurs utilisées dans le drapeau.
La première utilisation enregistrée du lion de Saint-Marc sur fond rouge par les Vénitiens remonte à la fin du XIIIe siècle. L'archiviste génois Jacques de Voragine fait référence au lion de Saint-Marc comme symbole officiel de Venise. Il mentionne également comment l'expression « PAX TIBI MARCE EVANGELISTA MEUS » a été trouvée sur le drapeau.
Le lion ailé a été choisi comme symbole de Venise en raison de ses connotations avec saint Marc. La tradition vénitienne raconte que Saint Marc voyageait d'Aquilée à Rome lorsqu'un ange apparut alors qu'il se trouvait dans la lagune de Venise et déclara : « Pax tibi, Marce, evangelista meus ». Hic requiescet corpus tuum' (La paix soit avec toi, ô Marc, mon évangéliste. Ici ton corps reposera). La légende a été utilisée en 828 par les marchands vénitiens Rustico da Torcello et Bon da Malamocco pour justifier leur voyage à Alexandrie pour ramener le cadavre de Saint Marc à Venise et l'enterrer dans la ville. À partir de ce moment, Saint Marc devint le saint patron de Venise et commença ainsi l'association entre la ville et le lion ailé.
La vexillologue Whitney Smith suggère que les couleurs choisies, rouge et or, ont été sélectionnées sur la base du fait qu'elles étaient les couleurs de l'Empire byzantin, les précédents dirigeants de la région.
Pendant 337 ans, douze gonfaloniers, des mercenaires de Perast (aujourd'hui au Monténégro), ont été nommés par le Sénat vénitien pour garder le drapeau de la République à tout moment sous peine de mort. Huit personnes furent exécutés en 1571 après la bataille de Lépante pour ne pas l'avoir protégé.
À la suite de la chute de la république de Venise en mai 1797 par la France et l'Autriche, le lion de Saint-Marc fut supprimé dans toute Venise. En conséquence, le drapeau traditionnel a été aboli et remplacé par deux bandes horizontales égales de bleu sur le jaune.
Le dernier endroit où le drapeau fut utilisé comme symbole de la république fut Perast, en Albanie vénitienne, ville fidèle à Venise. Perast a continué à célébrer sa fidélité à Venise pendant plusieurs mois en continuant à arborer le drapeau. Le 23 août 1797, la marine autrichienne arrive dans la ville et la bannière de Saint-Marc est abattue pour la dernière fois. Le capitaine Joko Viskovich a prononcé un discours dans la langue locale, déclarant : « L'histoire de ce jour sera connue dans toute l'Europe, comment Perast a maintenu dignement jusqu'au bout l'honneur du drapeau vénitien, en l'honorant de cette cérémonie solennelle, en l'abaissant à terre, baigné de nos larmes universelles et amères. ».
L'utilisation du lion de Saint-Marc dans le drapeau de Venise ne reviendra qu'en 1848, date à laquelle il apparaît dans le canton du drapeau de la république de Saint-Marc.

## Utilisation moderne
Le drapeau est utilisé de manière continue dans toute la ville de Venise. On peut le trouver volant depuis les balcons des maisons, des hôtels et des bureaux gouvernementaux. Certains habitants de la ville choisissent également de faire flotter le drapeau comme pavillon depuis la poupe des bateaux privés, tandis que certains gondoliers choisissent d'attacher le drapeau à leur gondole. À certaines occasions, le drapeau de la république de Venise flotte au sommet d'un mât à l'extérieur de la basilique Saint-Marc, sur la place Saint-Marc.
Même s'il ne s'agit pas du drapeau de la région Vénétie, il est préféré par les personnes et les institutions de toute la région en raison de sa signification symbolique de l'unité du peuple vénitien et du patrimoine historique de la république de Venise[réf. nécessaire]. Le drapeau peut être vu dans de nombreuses autres villes comme Vérone ou Trévise, mais il est également utilisé dans certaines villes du Frioul, autrefois sous la domination de Venise. Le peuple vénitien a tendance à se reconnaître dans ce drapeau, devenu le véritable symbole de son unité[réf. nécessaire].
L'utilisation du drapeau a également été adoptée comme symbole par certains prétendant représenter le mouvement régionaliste vénitien[réf. nécessaire].
Le drapeau de la république de Venise apparaît aux côtés du drapeau de Gênes, de la Croix de Pise et du drapeau du duché d'Amalfi sur le pavillon de la marine italienne.

## Galerie

### Drapeaux historiques de la commune[12]

1879–1942
1942–1947 de facto ; 1997 de jure
1922 de facto – 1997 de facto
1997–aujourd'hui

### Drapeaux historiques de la république

#### Drapeaux d'État

Drapeau de la république de Venise, représentant le lion de Saint-Marc tenant une Bible, associé à la paix.
Drapeau de la république de Venise, représentant le lion de Saint-Marc tenant une épée, associé à la guerre[13].
Norme héraldique de 1648[14].
Drapeau officiel de la république de Venise utilisé par le Doge Domenico Contarini (1659-1675)[15],[16],[17],[18].
Drapeau de la république de Saint-Marc (1848-1849)[13].

#### Drapeaux de fortifications navales et terrestres[19]

12-13e siècle[Note 1]
14e siècle[Note 2].
14e siècle-1797[Note 3].
Variante utilisée au cours des dernières années de la république.
Variante utilisée au cours des dernières années de la république, volant sur des fortifications terrestres.

## Images supplémentaires

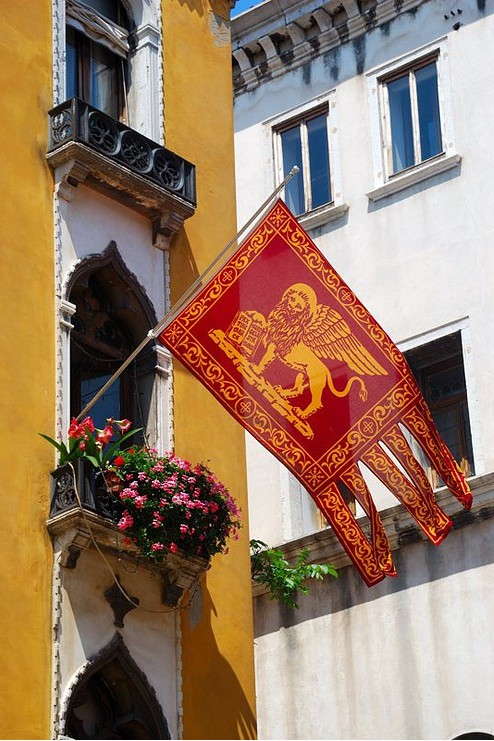
Une réplique moderne du drapeau déployé depuis un balcon à Venise.
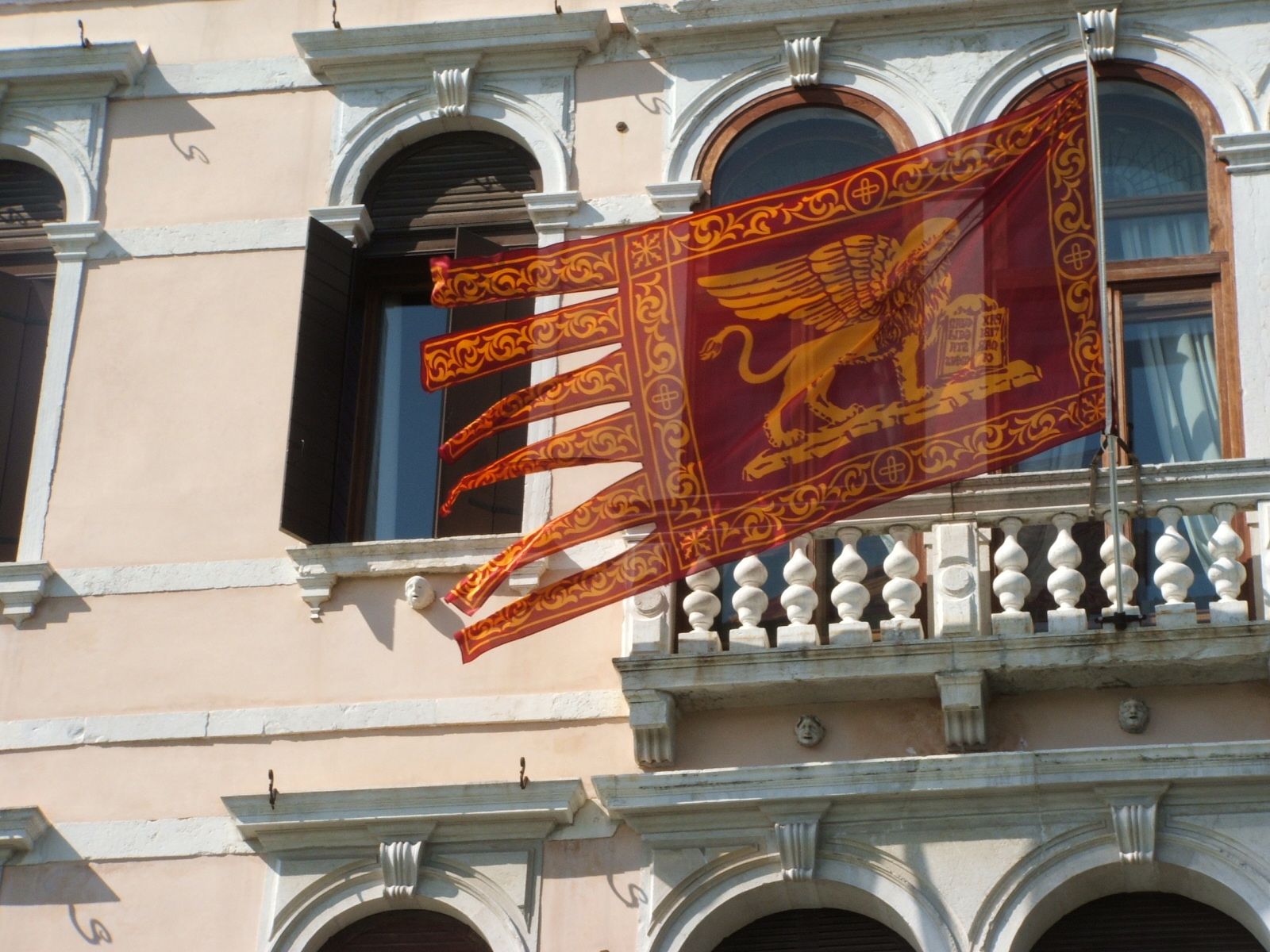
Drapeau de la région administrative italienne de Vénétie (adopté en 1975).
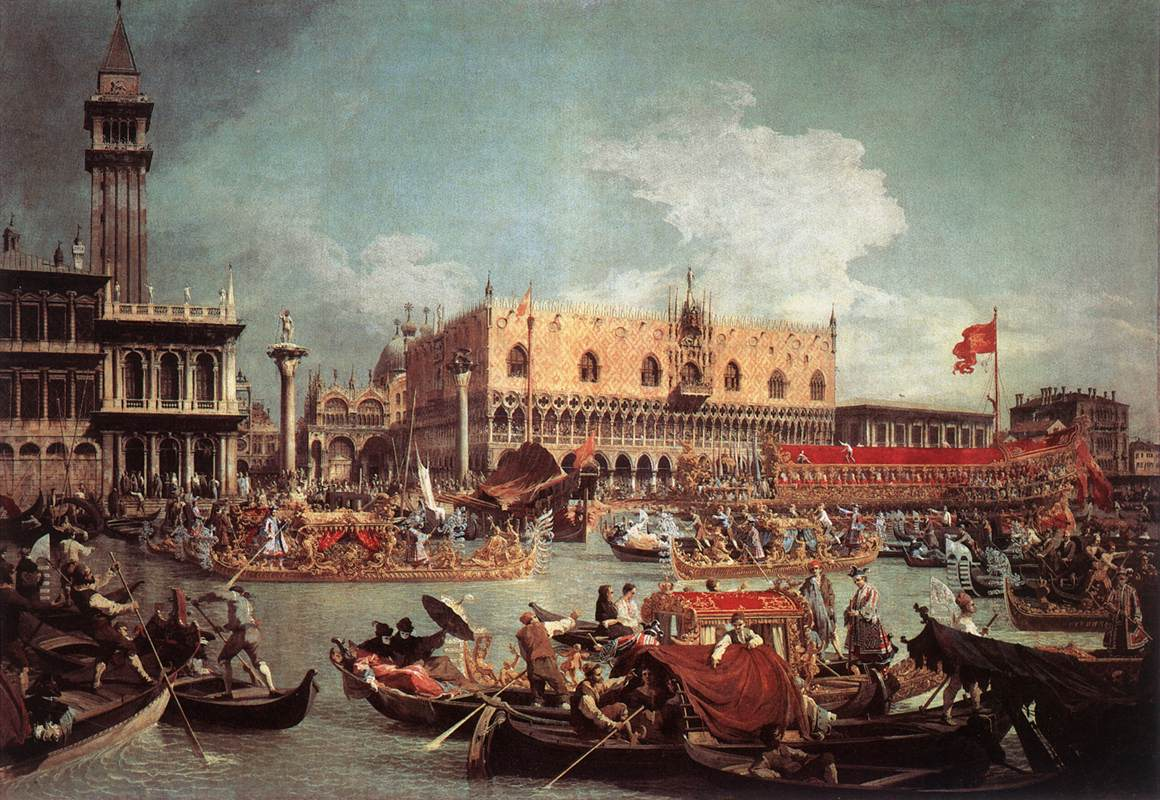
Canaletto (1730) - Le drapeau vénitien sur le Bucentaure.